# Старовійт Микола Михайлович
Старовійт Микола Михайлович (11 грудня 1898, Григорівка — 3 березня 1973, Лос-Анджелес) — український мемуарист, один з найвпливовіших представників української інтелігенції у Лос-Анджелесі. Під час Української революції — військовик Армії УНР. Лицар Воєнного хреста УНР та Хреста Симона Петлюри.

## Життєпис
Старовійт Микола Михайлович народився 11 грудня 1898 року в селі Григорівка Конотопського повіту Чернігівської губернії.
Військову службу Старовійт розпочав у Російській армії. Служив однорічником у 9-му уланському Бузькому полку, звідки був направлений на навчання до 5-ї Київської школи прапорщиків. У листопаді 1917 року, разом з іншими учнями школи, відмовився евакуюватись до Єйська на Кубань і залишився у Києві.
22 грудня 1917 року військовик скінчив Українську юнацьку школу, у 1918 році — Інструкторську школу старшин. Після закінчення школи старшин Старовійт був скерований до 37-го Стародубського полку Армії Української Держави. Невдовзі перевівся до 1-го Чорноморського полку, у складі якого взяв участь в Антигетьманському повстанні 1918 року.
У 1919 році, із влиттям 8-го Чорноморського полку до складу 3-ї дивізії Армії УНР, Микола Старовійт був призначений командиром 4-ї сотні. Тоді військовик важко захворів на тиф і вибув із лав війська. Після одужання він зголосився до 4-го кінного полку 4-ї Київської дивізії, де став командиром 1-ї сотні. З полком Микола Михайлович пройшов усі бої аж до переходу на західний берег Збруча. Після відступу Армії УНР був інтернований у таборі Александрув-Куявський у Польщі. У 1921 році переведений на посаду молодшого старшини Запорізького ім. Івана Мазепи куреня 1-ї Запорізької дивізії.
В кінці 1921 року Микола Старовійт взяв участь Другому зимовому поході, в ході якого командував 1-ю сотнею Подільської групи Після провалу зимового походу знову був інтернований у Польщі. Станом на 23 грудня 1921 року перебував у складі 4-ї Київської дивізії у таборі Щипйорно. Про похід Старовійт у 1967 році написав детальну книгу спогадів «У листопадовому рейді».
Під час Другої світової війни Микола Михайлович згодився до новосформованої Української національної армії Української Держави, де командував 3-м куренем протипанцерної бригади «Вільна Україна».
Нагороджений Хрестом Симона Петлюри, Воєнним Хрестом і відзнакою «Хрест Залізного Стрільця». На еміграції Старовійт був підвищений у званні до майора. У США військовик став одним з найвпливовіших представників української політичної еміграції у Лос-Анджелесі.
Помер 3 березня 1973 року. Похований на православному кладовищі Святого Андрія у Саут-Браунд-Буці, штат Нью-Джерсі.